# Карл Бем
Карл Бем (Бьом, нім. Karl Böhm МФА: [kaʁl bøːm]; 28 серпня 1894, Ґрац — 14 серпня 1981, Зальцбурґ) — австрійський диригент, учень Євсевія Мандичевського.

## Життєвий шлях
Диригентська кар'єра розпочалася 1917 у рідному Ґраці. За підтримки Бруно Вальтера був запрошений 1921 р. до Мюнхена. 1927 р. став генеральним музичним директором у Дармштадті, з 1934 обійняв ту саму посаду у Гамбурзі.
1934—1943 років працював у Саксонській державній капелі Дрездена.
Похований у Ґраці.

## Почесні звання
12 вересня 1978 року йому було присвоєно звання «Почесний громадянин Відня».
| Диригент | Це незавершена стаття про диригента або диригентку. Ви можете допомогти проєкту, виправивши або дописавши її. |

1. ↑  https://web.archive.org/web/20080906175753/http://www.naxos.com/conductorinfo/Alfred_Walter_31011/31011.htm